# Marchastel (Lozère)
 Marchastel  es una población y comuna francesa, situada en la región de Languedoc-Rosellón, departamento de Lozère, en el distrito de Mende y cantón de Nasbinals. En 2021, contaba con una población de 49 habitantes.
Forma parte de la Via Podiensis del Camino de Santiago.

## Demografía
| 125 | 106 | 92 | 71 | 74 | 73 | 78 | 60 | 49 |
| Para los censos de 1962 a 1999 la población legal corresponde a la población sin duplicidades (Fuente: INSEE [Consultar]) |     |    |    |    |    |    |    |    |